# Vinificação

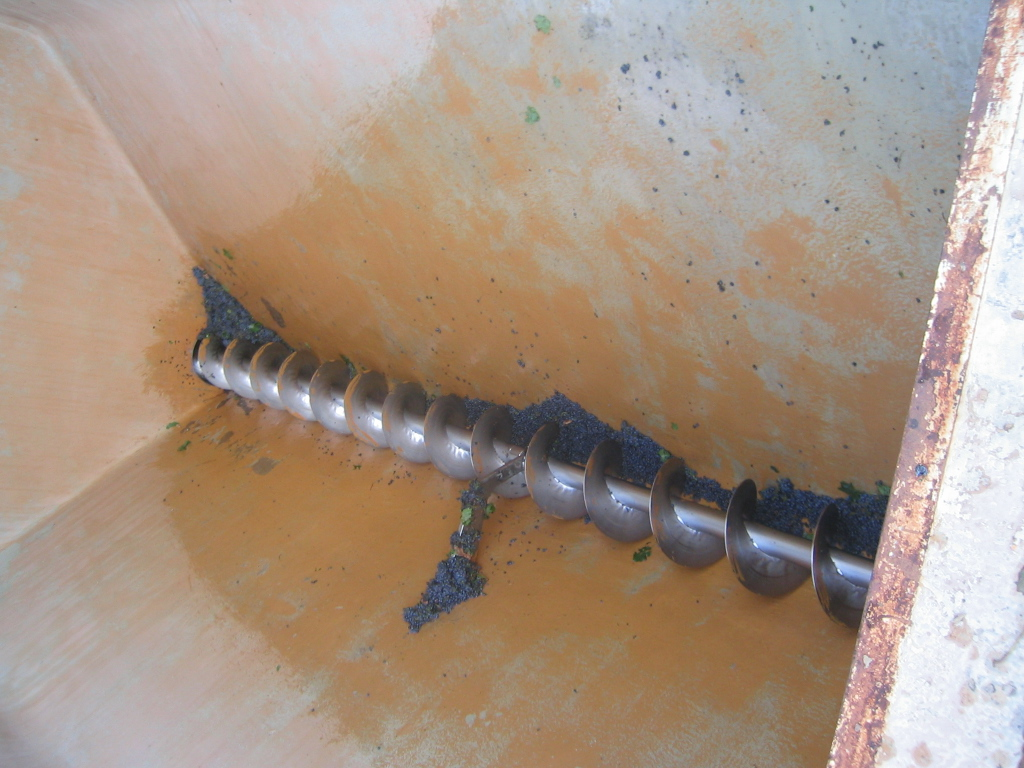
Rosca sem fim (utilizada para transportar as uvas até a prensa).

Vinificação é o conjunto de operações técnicas que garantem a transformação da uva em vinho. Vinicultura é o conjunto de actividades de produção, conservação, acondicionamento e comercialização de vinhos. Existem basicamente três tipos de vinificação: tinto, branco e rosé.

## Processo
A uva, depois de colhida, é levada até a vinícola, onde é identificada e pesada, sendo também conferidos os teores de açúcar e acidez.
Após essas análises, a uva é depositada em uma primeira esteira e transportada até uma máquina de extração do engaço (pedúnculo e  ramificações do cacho de uvas, que suportam os bagos e sustentam o cacho), após o que a uva é levada,  numa segunda esteira, até uma prensa pneumática que, por meio de uma leve pressão, fará com que se rompa a casca da uva, liberando o suco, que será bombeado para os tanques de fermentação.
Esses tanques podem ser de cimento ou aço inox, sendo este último o material mais recomendado, por proporcionar maior controle do processo de fermentação, durante o qual o açúcar da uva transformar-se-á em álcool, criando o vinho.
Após a fermentação, o produtor optará pelo tipo de filtragem e envelhecimento adequados e, em seguida, engarrafará o vinho ou,  se necessário, procederá a um novo período de envelhecimento antes de proceder ao engarrafamento e à comercialização do produto.

## Tipos de envelhecimento
Segundo a presença de oxigênio durante o envelhecimento do vinho, podem-se distinguir três tipos de envelhecimento:
- Oxidativo: generalmente se realiza em barris ou depósitos de madeira e o resultado são vinhos adstringentes e intensos, com uma notável estrutura tânica.

- Redutivo: caracterizado pela ausência total de oxigênio durante a maturação do vinho, o que permite conservar e proteger seus aromas e matizes. Esse processo se realiza principalmente em garrafa (sempre na posição horizontal), e os vinhos resultantes se caracterizam por maior suavidade e menor presença de taninos.

- Misto: é o envelhecimento mais longo que consiste na combinação  dos dois sistemas anteriores. Primeiramente, o vinho é submetido a um envelhecimento oxidativo, em madeira, e, posteriormente, a um longo período de envelhecimento redutivo en garrafa. Nessa última fase, o vinho alcançará seu ponto ótimo de  maturação.

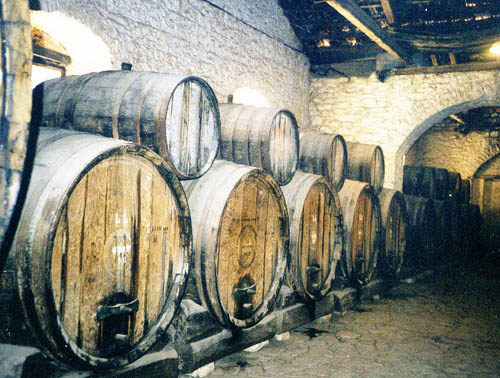
Barris para envelhecimento de vinho na Grécia.

## Classificação dos vinhos segundo o tempo de envelhecimento
O tempo durante o qual o vinho permanece, tanto em barril como em garrafa, determina sua classificação. Esses tempos são estabelecidos por normas nacionais às quais se devem  ajustar as distintas denominações de origem.
No caso dos vinhos da Espanha, por exemplo, a classificação é a seguinte:
- Garantia de origem: vinhos  jovens, em seu primeiro ou segundo ano, que conservam suas características primárias de frescor e afrutado. Esta categoríia também pode incluir outros vinhos que, embora tenham sido submetidos a processos de envelhecimento, não se enquadram nas categorias de envelhecido, reserva ou gran reserva por não terem sido certificados pelo órgão regulador.[3]

- Vinhos envelhecidos (vino crianza): vinhos com envelhecimento mínimo de 24 meses, dos quais pelo menos seis em barril de carvalho. Para vinhos brancos e rosados, o período mínimo de envelhecimento é de 18 meses, dos quais pelo menos seis em barril.[2]

- Vinhos de reserva:  vinhos selecionados com envelhecimento mínimo de três anos (entre barril de carvalho e garrafa), dos quais ao menos um ano em barril (envelhecimento oxidativo), seguidos de um envelhecimento mínimo  de 6 meses em garrafa (envelhecimento redutivo). Para os vinhos brancos e rosados, o período total de envelhecimento é de dois anos (entre o período em barril e o período em garrafa), sendo pelo menos 6 meses em barril.

- Vinhos de gran reserva: vinhos tintos de grandes colheitas têm um período de maturação de cinco anos, sendo pelo menos 18 meses em barril de carvalho. Para os vinhos brancos e rosados, o período mínimo de envelhecimento é de quatro anos, dos quais 6 meses, no mínimo, em madeira.

Assim como ocorre com os vinhos da Espanha, muitas regiões vitivinicultoras de outros países estabelecem normas específicas para garantir a qualidade dos seus vinhos. A associação entre regras de envelhecimento, regras sobre o uso de uvas específicas (em proporções previamente definidas) e  terroir de cada região  é o que define a identidade da região vitivinicultora, ou seja, a sua "assinatura".

### Vinificação em tinto

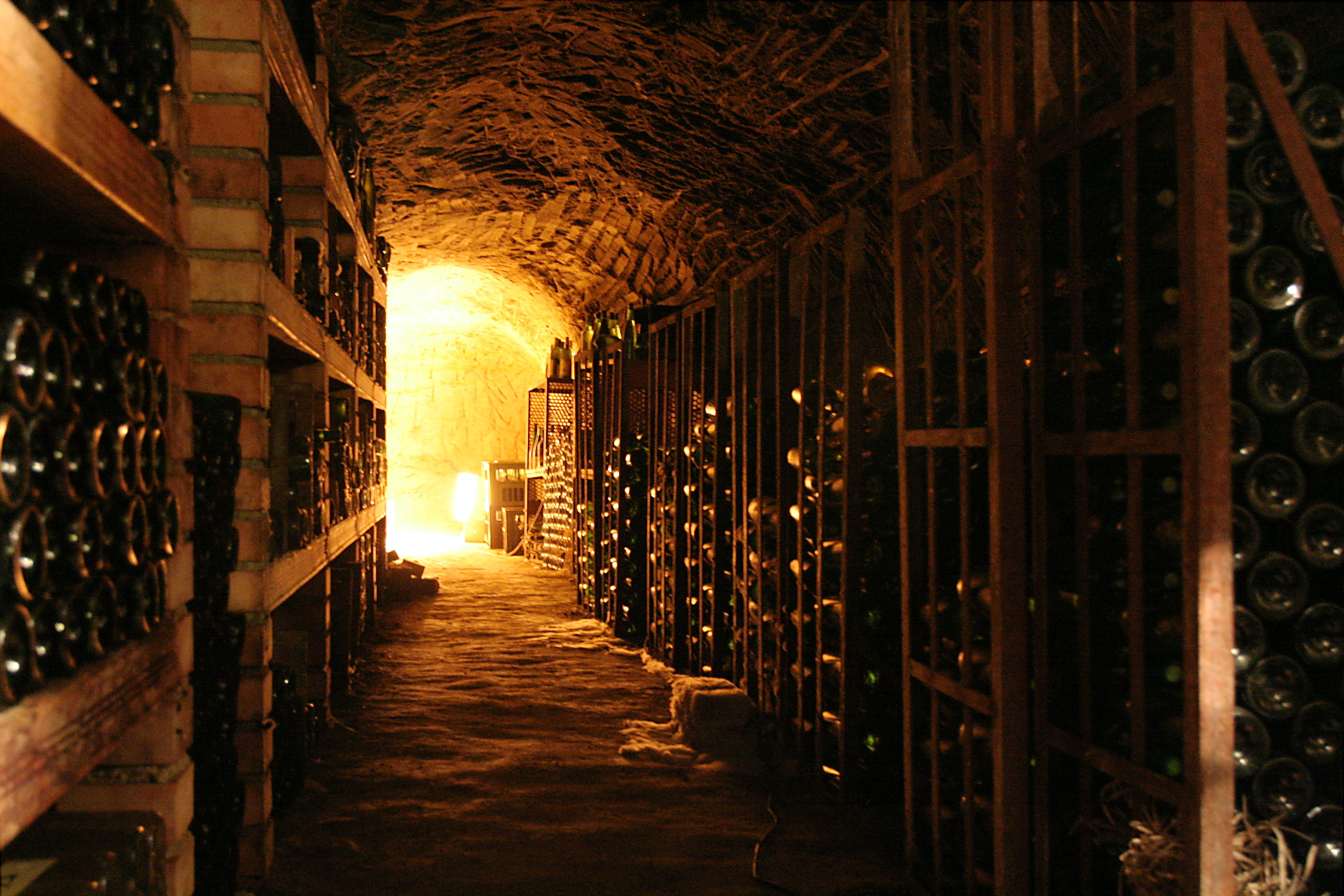
Adega onde o vinho é envelhecido nas garrafas.

Após a prensagem, a uva é levada até aos tanques de fermentação, onde casca, suco e sementes, juntos, participam na fermentação. A casca da uva dará ao suco a cor tinta. Quanto maior o tempo de contato das cascas com o líquido, mais escuro e mais adstringente será o vinho.

### Vinificação em branco
Após a prensagem, assim como na vinificação em tinto, as uvas são bombeadas até aos tanques de fermentação. O tempo de maceração, ou seja, o contato da casca com o líquido, varia com o tipo de produto que se quer elaborar, pois esse tempo definirá o tipo de estrutura que o vinho branco terá. Em alguns tipos de vinho é recomendado retirar a casca imediatamente após a prensagem, o que dará um caráter mais fresco ao produto final. Em vinhos com um pouco mais de estrutura e mais alcoólicos recomenda-se um maior tempo de contato com a casca, sempre tendo o cuidado de extrair somente as qualidades da casca, conforme o tipo de uva e o tipo de vinho que se deseja obter. Um cuidado que deve ser respeitado na elaboração de vinhos brancos é o controle de temperatura da fermentação,  que deve ser sempre inferior a 20°C, pois acima disso extraem-se as substâncias adstringentes e amargas da casca, levando o vinho a perder em aromas e limpidez.
É possível, ainda, obter vinho branco a partir de uvas tintas, porém o processo de fermentação alcoólica deve ser realizado na ausência da casca ou sem a maceração desta, visto que as substâncias corantes estão presentes na casca.

### Vinificação em rosé
Existem dois caminhos para se obter vinhos rosados:
1. Após a prensagem, tal como na vinificação em tinto, o conjunto (suco, casca e sementes) é bombeado para os tanques de fermentação, sendo retirada a casca  num determinado momento da fermentação, quando é atingida a coloração desejada.
2. Mistura dos vinhos tintos e brancos.